# Mohammed Abdullah
El xeic Mohammed Abdullah (Soura, Caixmir, 1905 – Srinagar, Caixmir, 1982) va ser un líder nacionalista de Caixmir (conegut com a „el Lleó de Caixmir”) i un polític indi, dues vegades Primer Ministre de l'estat de Jammu i Caixmir.
Mohammed Abdullah era el fill del xeic Mohammed Ibrahim. Va rebre educació normal a Maktab i el 1922 va passar a la Universitat de Panjab. El 1930 va obtenir un màster en química a la Universitat Musulmana Aligarh (Caixmir).
Influenciat en la seva vida universitari per ideals liberals i progressistes, va impulsar la idea d'un govern democràticament electe a Caixmir. Va protagonitzar diverses insurreccions contra el Maharajà. El 1932 va dirigir la conferència musulmana de Caixmir, i va formar el partit polític “Conferència Nacional”, que va tenir un gran èxit en el seu estat natal. El 1946 va tornar a la càrrega amb agitacions contra el Maharajà Hari Singh qui davant les pressions va decidir nomenar al xeic Abdullah com a primer ministre quan l'Índia ja havia aconseguit la independència el 1947 i després de la seva rocambolesca signatura d'annexió de l'estat a l'Índia que es va fer a la mateixa a Nova Delhi.
Durant la seva administració va abolir el feudalisme al Caixmir i va obtenir el reconeixement del seu govern per part del Pakistan. El 1953, quan va denunciar l'incompliment del tractat amb l'Índia que preveia un plebiscit sobre l'anhelada sobirania del Caixmir, va ser separat del seu càrrec i lloc en detenció preventiva pel govern indi, per conspiració contra l'Estat.
Els càrrecs van ser retirats el 1964, sent alliberat i va tornar a Srinagar. Reconciliat amb Sri Pandit Jawaharlal Nehru, aquest li va demanar ser nexe en les negociacions amb el govern del Pakistan per la controvèrsia de la situació de Caixmir.
A la mort de Nehru, va tornar a presó i va ser exiliat de Caixmir el1971 per gairebé dos anys. Va arribar a un acord amb el govern de Indira Gandhi i se li va permetre tornar i accedir al càrrec de primer ministre de Caixmir novament (1975-1982), lamentablement sense el suport del partit majoritari, el Congrés Nacional Indi.
Va tractar d'estrènyer llaços entre estats veïns, va promoure el desenvolupament de les infraestructures de l'estat i va inaugurar l'Institut de Ciències Mèdiques.
Va ostentar el càrrec fins a la seva defunció el 1982, any en què el va succeir el seu fill, Farooq Abdullah. Anys després, també el seu net Omar Abdullah ocuparia la direcció del govern de Jammu i Caixmir.